# Lono
Lono – słowo używane przy modlitwie śmierci przez kahunów. Symbolizowało ducha osoby zmarłej, którego proszono w modlitwie aby wszedł w ciało osoby, wyciągnął siły życiowe (najpierw następował skurcz kończyn, drętwienie postępujące od dołu do góry ciała, gdy doszło do serca – człowiek umierał, duch mógł pobawić się nadwyżką siły życiowej) i doprowadził do jej śmierci. Gdy celem ataku ducha był znawca Huny (wiedzy tajemnej) mógł się zabezpieczyć.